# Get Up (singel 50 Centa)
Get Up – singel amerykańskiego rapera 50 Centa. Utwór promował czwarty album pt. Before I Self Destruct. Miał być pierwszym oficjalnym singlem, jednak potem zamieniono go na Baby by Me. Ostatecznie utwór nie znalazł się na albumie.
Teledysk utworu zainspirowany był filmem akcji pt. Jestem legendą. Został wydany jesienią 2008 roku.

## Lista utworów
1. „Get Up” (producent: Scott Storch) - 3:15

## Notowania
| Notowanie (2008)                     | Najwyższa pozycja |
| ------------------------------------ | ----------------- |
| Australijskie notowanie              | 73                |
| Kanadyjskie notowanie                | 31                |
| Europejskie 100 singli               | 63                |
| Notowania w Irlandii                 | 33                |
| Notowania w Wielkiej Brytanii        | 24                |
| U.S. Billboard Hot 100               | 44                |
| U.S. Billboard Hot R&B/Hip-Hop Songs | 23                |
| U.S. Billboard Hot Rap Tracks        | 9                 |
| U.S. Billboard Pop 100               | 51                |